# Dobi
A Dobi vagy Doby régi magyar családnév, amely a származási helyre utalhat: Tiszadob (Szabolcs-Szatmár-Bereg vármegye), Doba (Veszprém vármegye, Kisdoba és Nagydoba (Románia, korábban Szilágy vármegye), Székelydobó (Románia, korábban Udvarhely vármegye), Tarcadobó (Szlovákia, korábban Sáros vármegye).

## Híres Dobi nevű személyek
Dobi
- Dobi István (1898–1968) politikus, miniszterelnök, a Magyar Népköztársaság Elnöki Tanácsa elnöke
- Dobi József (19. század) református lelkész, költő

Doby
- Doby Béla (1859–1885) vasúti pénztárnok
- Doby Jenő (1834–1907) grafikus, rézmetsző, rézkarcoló, festőművész
- Doby Géza (1877–1968) biokémikus, növényfiziológus, az MTA tagja